# Mantsjoerijse zilverspar
De Mantsjoerijse zilverspar (Abies holophylla) is een zeer winterharde zilversparrensoort die inheems is in de bergachtige gebieden van het noordelijk deel van het Koreaans schiereiland, het zuiden van de Russische kraj Primorje en de Chinese provincies Heilongjiang, Jilin en Liaoning. De soort groeit op een hoogte van 400 tot 1600 meter. Buiten haar natuurlijke leefgebied wordt de soort slechts weinig gebruikt: een enkele keer worden Mantsjoerijse zilversparren als sierplant gebruikt in parken en tuinen of in de bosbouw. De soort is nauwelijks gevoelig voor ziekten en schadelijke insecten.
Het is een wintergroene conifeerachtige boom, die 25 tot 40 meter hoog kan worden en een diameter van 1,5 meter kan bereiken. De soort heeft een smalle piramidevormige kroon met brede horizontaal gespreide takken. De bast is schilferig en grijsbruin met harsblaren. De bladeren ("naalden") zijn plat van vorm, 2 tot 4 centimeter lang en 1,5 tot 2,5 millimeter dik en spreiden zich in rechte hoeken uit van de loot om in een punt te eindigen. Ze zijn heldergroen van boven en witachtig groen aan onderzijde met 7 tot 10 rijen met huidmondjes. De jonge loten zijn glad en glimmend geelgrijs om later te veranderen van kleur naar grijsbruin. De kegels zijn 12 tot 14 centimeter lang en 4 tot 5 centimeter breed, geelbruin van kleur en licht spits toelopend met een grove afgeronde top. De mannelijke kegels staan haaks op de vrouwelijke, die langer worden. Typisch voor de soort is de sterke helbruine tot geelbruin gekleurde hars rond de kegels. De schutbladen zijn verborgen onder de schubben van de kegels. De zaden zijn 8 tot 9 millimeter lang met een wigvormige vleugel van 1,5 centimeter lang en komen vrij nadat de kegels uiteenvallen bij volwassenheid in oktober.
De plant speelt met name in China een belangrijke rol als leverancier van duurzaam en makkelijk bewerkbaar hout. Het gevolg hiervan is echter dat het bestand hier door overgebruik sterk is gedecimeerd. De zaden worden om hun relatief hoge oliegehalte gebruikt voor de productie van zeep.

## Namen in andere talen
- Mandarijn: 杉松
- Koreaans: 전나무
- Russisch: Пихта цельнолистная, Pichta tselnolistnaja